# Juan D. Lange
Juan Dietrich Lange (* 1955 in Montevideo, Uruguay) ist ein uruguayisch-deutscher Tänzer und Tanzlehrer.
Lange gilt als Initiator der Tango-Argentino-Bewegung ab den 1980er Jahren in Deutschland.
Unmittelbar nach seiner Mitarbeit am Horizonte-Festival 1982, das als Auftakt der „neuen deutschen Tangowelle“ gilt, begann Lange 1982 in Berlin Tangotanz zu unterrichten, und zahlreiche Tangolehrer in Deutschland haben bei ihm begonnen.
Mit der Ausbildung von Tangolehrern sorgt er seit 1985 für Multiplikatoren des Tango in beinahe allen deutschen Großstädten.

## Leben
Lange wuchs als Sohn deutscher Eltern in Montevideo auf. Wegen des Militärputsches 1973 in Uruguay emigrierte er nach Deutschland, wo er in Berlin Ethnologie studierte und sich intensiv der Körperarbeit nach Gindler/Goralewski widmete. Im Rahmen des Ethnologiestudiums fiel Langes Interesse auf den originalen Tango vom Río de la Plata, den er zum Thema seiner Magisterarbeit machte.
Lange lebt in Berlin und unterrichtet neben Tango Argentino und Salsa Cubana weitere lateinamerikanische und afrikanische Paartänze in seinem Tanzstudio Estudio Sudamérica.
Juan D. Lange trainierte Tango am Anfang als Autodidakt (1981–1985) und danach im Wesentlichen bei den zu jener Zeit renommiertesten Tangomeistern Antonio Todaro (1985–1994) und Pepito Avellaneda. Lange engagierte Antonio Todaro als ersten Tango-Gastdozenten in Deutschland und eröffnete damit die kontinuierliche Zusammenarbeit im Tangotanz mit Buenos Aires. Todaro übernahm von 1988 an die Schirmherrschaft über die gemeinsam entwickelte Unterrichtsmethode Tango vom Rio de la Plata®, die heute in vielen Tangoschulen Deutschlands eingesetzt wird.
Von Anfang an bezog Lange in seinen Unterricht elementare Bewegungslehre und Körperarbeit mit ein (1981–1985 Schulung in Gindler Körperarbeit bei Frieda Goralewski / Michel Benjamin. 1983–1990 gestalttherapeutisches Training. Fortbildung in diagnostischer Bioenergetik, Feldenkraisarbeit und Gruppendynamik).
1985 erweiterte Lange sein Unterrichtsangebot um Salsa Cubana und Merengue. Die karibischen Tänze lernte er bei Antonio und Gladys (Leiter des TV Ballet Cuba), Juan José Ortiz (1993–1995), Fradique Lizardo (Leiter des Conjunto Nacional de Folklore) und Oscar Batista (Choreograph).
Seit 2008 unterrichtet er afrikanische und afrokaribische Paartänze aus Angola, Kap Verde, Martinique, Guadeloupe und Haiti (Kizomba, Semba, Coladera, Zouk und Kompa).
Mit großangelegten Impulsen unterstützt Juan D. Lange immer wieder den Tango in Berlin und Deutschland. So leitete er bspw. 2006 das Produktionsteam von Tango-Berlin für die Tangoshow "ilusión de tango – Tango made in Berlin".
Ab März 2017 leitete er die Entwicklung der Tanzpädagogik und die Ausbildung der Tanzlehrer für die auf Sehbehinderte spezialisierte Tanzschule „Lillis Ballroom“. Mit einer ethnografischen Perspektive und einem integrativen Ansatz des Tanzens, basierend auf den Urformen des Paartanzes, entwickelte er einen einfachen Zugang zum Paartanz für Menschen mit Sehbehinderung.

## Geschichte
1982, nach der Mitarbeit am Horizonte-Festival 1982, begann er in Berlin Tangotanz zu unterrichten.
1983 importierte er aus Montevideo die ersten Tangoschallplatten (1500 LPs) für den auf Weltmusik spezialisierten Plattenladen Canzone um das aufkommende Interesse am Tango zu befriedigen.
1984 eröffnete er die erste regelmäßige Berliner Milonga, die Tango Bar im Metropol. Sie galt als Vorbild für viele weitere Veranstaltungen und sorgte für die Entstehung der ersten Tangoszene.
1986 organisierte er das erste überregionale Tangotreffen Deutschlands zur Show Tango Argentino im Deutschen Theater München.
1992 schuf er zum 10-jährigen Tangojubiläum ein erstes Forum der Berliner Tangomacher im Künstlerhaus Bethanien als Zeitbühne mit Auftritten zahlreicher Tangopioniere, und mit einer umfangreichen Ausstellung zur Entstehung der Tangobewegung in Berlin.
2001 initiierte er den Aufbau der Plattform Berlin Tango, die im halbjährliche Turnus die Tangogrößen Berlins in einer Milonga-Show präsentierte. Dieses einmalige Projekt in der Tangowelt verband wirtschaftlich konkurrierende Tangoschaffende in einer künstlerischen Gemeinschaftsproduktion.
2006 produzierte Berlin Tango die große Tangoshow ilusión de tango – Tango made in Berlin, in der Lange das Produktionsteam leitete.